# Le Tambourin

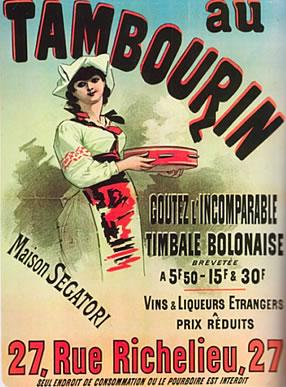
Jules Chéret: Plakat für das Café Le Tambourin

Le Tambourin, auch Café du Tambourin oder Maison Segatori, war ein Café in Paris. Das in der zweiten Hälfte des 19. Jahrhunderts bestehende Lokal entwickelte sich innerhalb weniger Jahre zu einem beliebten Künstlertreffpunkt.

## Geschichte

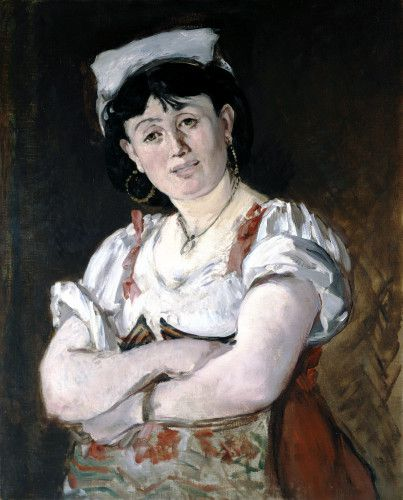
Édouard Manet: Die Italienerin, um 1878

Das Café Le Tambourin befand sich ursprünglich in der Rue de Richelieu Nr. 27                 (48° 51′ 53,7″ N, 2° 20′ 11,1″ O) unweit der Comédie-Française im Palais Royal im 1. Arrondissement von Paris. Gegründet wurde es von der Italienerin Agostina Segatori, die zuvor mehrere Jahre in Paris als Berufsmodell für verschiedene Maler gearbeitet hatte. Der Name des Cafés leitet sich von dem Musikinstrument Tamburin ab, der in vielfältiger Weise als Dekoration des Lokals diente. Beispielsweise hatten die Tabletts, mit denen den Gästen die Getränke serviert wurden, die Form von Tamburinen, wie auf einem Plakat von Jules Chéret zu erkennen ist. Auch die Tischplatten des Cafés hatten die Form des Musikinstruments und das Wirtshausschild war ebenfalls einem Tamburin nachempfunden. Auf dem Plakat von Chéret ist zudem die folkloristische Bekleidung wiedergegeben, die die Inhaberin und ihre Angestellten trugen. Um den Charakter eines italienischen Lokals zu unterstreichen, hatte sich Agostina Segatori hierbei von der Tracht der italienischen Landschaft Ciociaria, der Heimat ihrer Vorfahren, inspirieren lassen. Um 1878 porträtierte der Maler Édouard Manet im Gemälde Die Italienerin die Café-Betreiberin in entsprechender Aufmachung.
Im März 1885 eröffnete das Café an neuer Adresse. Am Boulevard de Clichy Nr. 62 im 18. Arrondissement (48° 53′ 0,1″ N, 2° 20′ 4,8″ O) lag das Lokal nun in der Nähe des vor allem bei zeitgenössischen Künstlern beliebten Montmartre. Die meist noch wenig erfolgreichen Maler der Umgebung kamen bald regelmäßig in das Le Tambourin. Zu ihnen gehörten Paul Gauguin, Norbert Goeneutte, Émile Bernard, Louis Anquetin oder Henri de Toulouse-Lautrec. Viele von ihnen befanden sich oftmals in finanziellen Notlagen und tauschten bei der Wirtin eines ihrer Bilder gegen eine Mahlzeit ein. Auch nutzen die Maler die Wände des Lokals gelegentlich als Ausstellungsfläche.

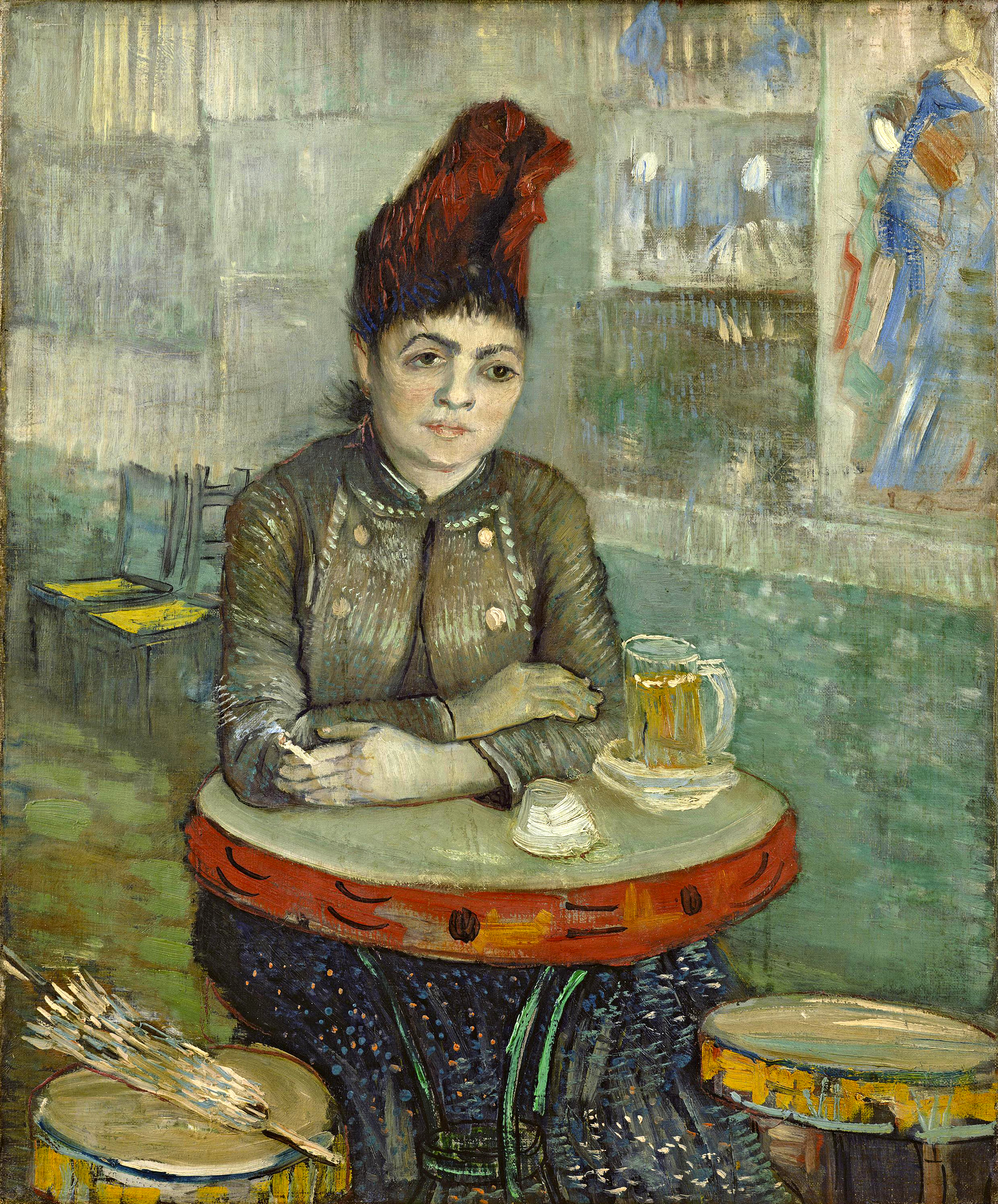
Vincent van Gogh: Agostina Segatori im Café du Tambourin, 1887

Zu den bekanntesten Gästen des Cafés gehörte Vincent van Gogh, der von März 1886 bis Februar 1888 in Paris lebte und kurzzeitig eine Liebesbeziehung zu Agostina Segatori hatte. Er organisierte im Le Tambourin 1887 eine Ausstellung mit japanischen Ukiyo-e-Holzschnitten und stellte einige seiner Blumenstillleben im Café aus. Im selben Jahr malte er das Bild Agostina Segatori im Café du Tambourin, auf dem die Inhaberin als Gast des Cafés zu sehen ist. Neben einem typischen Cafétisch mit der Tamburindekoration ist an der Wand ein japanisches Motiv zu erkennen. Möglicherweise handelt es sich um ein Bild van Goghs, dass er nach japanischem Vorbild während seiner Pariser Zeit gemalt hatte.
Das Le Tambourin geriet wenige Jahre später in finanzielle Schwierigkeiten und musste den Betrieb einstellen. Kurz darauf öffnete an selber Stelle das Cabaret de la Butte und schließlich im Dezember 1893 das Cabaret des Quat'z'Arts, in dem sich neben berühmten Malern auch zahlreiche bedeutende Schriftsteller trafen.